# Arthur Amundsen
Arthur Martinius Amundsen (Oslo, 1886. március 22. – Oslo, 1936. február 25.) olimpiai ezüst- és bronzérmes norvég tornász.
Az 1908. évi nyári olimpiai játékokon versenyzett tornában és összetett csapatversenyben ezüstérmes lett.
Az 1912. évi nyári olimpiai játékokon ismét indult tornában és svéd rendszerű összetett csapatversenyben bronzérmes lett.
Klubcsapata az Oslo Turnforening volt.